# ای دی ای اس
پروژه سیارک‌شناسی آسیاگو-دی ال آر (به انگلیسی: Asiago-DLR Asteroid Survey) برای شناسایی دنباله دارها و سیارکهایی است که در نزدیک به زمین هستند.

این پروژه پیوند دهندهٔ بخش اخترشناسی دانشگاه پادوا و دی ال آر-موسسه تکنولوژی سنسور فضا و اکتشافات سیاره ادلرزهف (Adlershof) در برلین آلمان است. دی ال آر کوتاه شدهٔ مرکز هوا و فضای آلمان (Deutsches Zentrum für Luft- und Raumfahrt) است که همراه رصدخانه اخترفیزیک آسیاگو در اتحادیه بین‌المللی اخترشناسی با کد ۲۰۹ مشخص شده‌است.

مدیران اصلی این پروژه چزاره باربیری در پادوا-آسیاگو و گرهارد هان در برلین-دی ال آر هستند.

این پروژه با یو دی ای اس (اوپسالا-سوئد و دی ال آر-برلین) همکاری می‌کند.

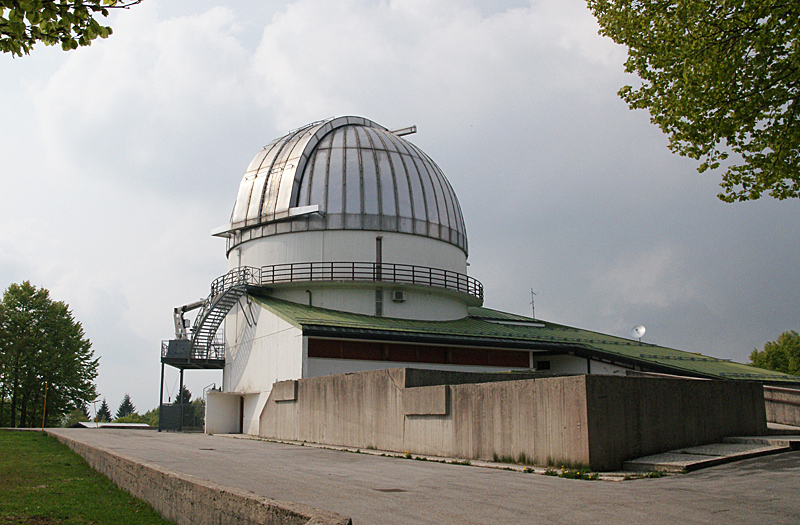
نمایی از ایستگاه Ekar، مورد استفاده پروژه – ۲۰۰۹

## گزارش فعالیت پروژه
| فهرست سیارک‌ها (۴۳۰۰۱ - ۴۴۰۰۱) | فوریه ۱۱، ۲۰۰۱  |
| (46392) 2002 AO۶              | ژانویه ۵، ۲۰۰۲  |
| (48268) 2002 AK۱              | ژانویه ۴، ۲۰۰۲  |
| (51406) 2001 DL۱۰۸            | فوریه ۲۶، ۲۰۰۱  |
| (55427) 2001 TF۴۷             | اکتبر ۱۴، ۲۰۰۱  |
| (55428) 2001 TN۴۷             | اکتبر ۱۴، ۲۰۰۱  |
| (57561) 2001 TA۴۸             | اکتبر ۱۴، ۲۰۰۱  |
| (57879) 2002 AD۱              | ژانویه ۲، ۲۰۰۲  |
| (64840) 2001 YW۵              | دسامبر۱۹، ۲۰۰۱  |
| (65091) 2002 CF               | فوریه ۱، ۲۰۰۲   |
| (68585) 2002 AY۶              | ژانویه ۹، ۲۰۰۲  |
| (72543) 2001 DN۱۰۶            | فوریه ۲۶، ۲۰۰۱  |
| (77049) 2001 CH۴۸             | فوریه ۱، ۲۰۰۱   |
| (77136) 2001 DP۱۰۶            | فوریه ۲۶، ۲۰۰۱  |
| (82152) 2001 FR۱۶۹            | مارس ۲۳، ۲۰۰۱   |
| (82153) 2001 FT۱۶۹            | مارس ۲۳، ۲۰۰۱   |
| (83679) 2001 TB۴۸             | اکتبر ۱۴، ۲۰۰۱  |
| (83956) 2001 XX۳۰             | دسامبر۷، ۲۰۰۱   |
| (88245) 2001 CH۴۹             | فوریه ۲، ۲۰۰۱   |
| (88961) 2001 TH۴۷             | اکتبر ۱۴، ۲۰۰۱  |
| (89663) 2001 YN۵              | دسامبر۱۷، ۲۰۰۱  |
| (89664) 2001 YU۵              | دسامبر۱۹، ۲۰۰۱  |
| (89665) 2001 YO۶              | دسامبر۲۰، ۲۰۰۱  |
| (89739) 2002 AL۷              | ژانویه ۹، ۲۰۰۲  |
| (89744) 2002 AG۱۸             | ژانویه ۸، ۲۰۰۲  |
| (89818) 2002 AX۲۰۳            | ژانویه ۲، ۲۰۰۲  |
| (89910) 2002 ED۵              | مارس ۱۰، ۲۰۰۲   |
| (90288) 2003 ET۱۷             | مارس ۶، ۲۰۰۳    |
| (94955) 2001 YS۹۰             | دسامبر۲۱، ۲۰۰۱  |
| (95008) 2002 AH۱              | ژانویه ۴، ۲۰۰۲  |
| (95009) 2002 AJ۱              | ژانویه ۴، ۲۰۰۲  |
| (95024) 2002 AH۱۸             | ژانویه ۸، ۲۰۰۲  |
| (95209) 2002 CW               | فوریه ۲، ۲۰۰۲   |
| (95474) 2002 EE۴              | مارس ۱۰، ۲۰۰۲   |
| (95475) 2002 EB۵              | مارس ۱۰، ۲۰۰۲   |
| (98866) 2001 AC۵۳             | ژانویه ۱۵، ۲۰۰۱ |
| (99439) 2002 CA۱              | فوریه ۲، ۲۰۰۲   |
| (107393) 2001 CJ۴۸            | فوریه ۱، ۲۰۰۱   |
| (107394) 2001 CJ۴۹            | فوریه ۲، ۲۰۰۱   |
| (108072) 2001 FN۱۶۸           | مارس ۲۲، ۲۰۰۱   |
| (108108) 2001 FA۱۹۲           | مارس ۲۲، ۲۰۰۱   |
| (111561) 2002 AH۳             | ژانویه ۵، ۲۰۰۲  |
| (111562) 2002 AJ۳             | ژانویه ۵، ۲۰۰۲  |
| (111567) 2002 AT۶             | ژانویه ۵، ۲۰۰۲  |
| (111820) 2002 DK۱             | فوریه ۱۸، ۲۰۰۲  |
| (123859) 2001 CO۴۸            | فوریه ۱۱، ۲۰۰۱  |
| (123923) 2001 DQ۱۰۶           | فوریه ۲۷، ۲۰۰۱  |
| (124891) 2001 TE۴۷            | اکتبر ۱۴، ۲۰۰۱  |
| (126424) 2002 CR              | فوریه ۲، ۲۰۰۲   |
| (126776) 2002 EJ۳             | مارس ۷، ۲۰۰۲    |
| (126777) 2002 EN۳             | مارس ۷، ۲۰۰۲    |
| (126778) 2002 EV۳             | مارس ۱۰، ۲۰۰۲   |
| (132162) 2002 EJ۸             | مارس ۷، ۲۰۰۲    |
| (132265) 2002 EW۱۲۵           | مارس ۱۱، ۲۰۰۲   |